# Zamawianie (zaklęcia)
Zamawianie (zaklęcia) – w folklorze tradycyjnym zwyczaj, mający postać formuły słownej najczęściej połączonej z gestem (przykładowo towarzyszyć mogło jej splunięcie przez ramię, znak krzyża, nakłuwanie, niszczenie czy obrót ciała). Praktyka ta wiąże się z obecnością w kulturze ludowej wiary w sprawczą moc słowa i jest charakterystycznym przejawem myślenia magicznego. Ów zwyczaj stosowany był  w medycynie tradycyjnej i magii, ale także używano go w kontekście odczyniania uroków, praktykach wegetacyjnych, aspekcie agrarnym i miłosnym.

## Działanie
Wiara w działanie skuteczności zaklęć wiąże się bezpośrednio z przeświadczeniem, że za pomocą odpowiednich słów człowiek zdolny jest do kreowania rzeczywistości, w której żyje.  Wyobrażenie to jest specyficzne dla  folkloru słowiańskiego i wynika z potrzeby zapanowania nad nieprzewidywalnością ludzkiej egzystencji. Nadawanie formułom słownym sił sprawczych i wiara ich działanie jest próbą radzenia sobie z tym co uznać można by za szeroko pojęty przypadek. Przejawia się ona między innymi w zamawianiu i w jego obrębie mamy do czynienia z działaniem zarówno pozytywnym, jak i negatywnym. Czynność ta przyjmuje charakter intencji zamawiającego (rzucającego zaklęcie) i określa cel w jakim jest stosowana.

## Cele, dla których stosowano zamawianie

### Przeciwdziałanie złu
Stosowane w tym celu zaklęcia miały na celu uchronienie przed chorobami, szeroko pojętym nieszczęściami, demonami  a także złym urokami i czarami. Przykładem tak zastosowanego zaklęcia jest formuła „Zgiń, przepadnij” połączona z powtórzonym kilkukrotnie znakiem krzyża, efektem takiego zabiegu miało być odpędzenie złych duchów.

### Pożytki
W kontekście tej intencji działanie zaklinania dotyczyło głównie dobrej pogody i urodzaju. Przykładowo podczas Wigilii wymawiano w tym celu formułę „Wij się groszku”.

### Szkody
W folklorze mamy do czynienia z przeświadczeniem, że poprzez zamawianie można wyrządzić szkodę. Wierzono, że zaklęcia te rzucają najczęściej czarownice – ponieważ ich skutek był dla ludności negatywny. Dowodem na to może być zaklęcie „Biorę pożytek”, poprzez który odbierane miało być mleko krowom sąsiadów.

### Kara/sankcja
Za pomocą zaklęcia można było, według myślenia magicznego, także kogoś przeklinać w celu nałożenia na tę osobę kary. Mogła mieć ona charakter zarówno religijny jak i rodzinny. Najbardziej znanym przykładem takiego użycia jest formuła „Przeklinam cię” czy „Wyklinam cię”.

## Osoby, które zajmowały się zamawianiem
Osoby praktykujące zamawianie nazywano często takimi określeniami jak guślarze czy szeptuchy. O praktykowanie zaklęć negatywny często posądzano osoby określane jako czarownice.